# Seriats
Els seriats (Seriata) constitueixen un superordre de platihelmints turbel·laris.
Es troben en entorns marins i a l'aigua dolça, però diverses espècies també es troben a entorns terrestres. La majoria són de vida lliure, però el grup inclou el gènere Bdelloura, que viu del comensalisme a les brànquies dels xifosurs. Els Seriata es distingeixen dels altres grups emparentats per la presència d'una faringe plegada i d'un nombre de diverticles que surten de l'intestí. L'intestí pot ser simple o amb branques.